# Lekkoatletyka na Letnich Igrzyskach Olimpijskich 1924
Lekkoatletyka na Letnich Igrzyskach Olimpijskich 1924 w Paryżu rozgrywana była w dniach od 6 do 13 lipca 1924 r. Zawody odbyły się na Stade Olympique Yves-du-Manoir. Przeprowadzono 27 konkurencji, wyłącznie męskich. Największe sukcesy odnieśli fińscy biegacze: Paavo Nurmi, który zdobył aż 5 złotych medali i Ville Ritola – 4 złote i 2 srebrne krążki.

## Medaliści

### Bieg na 100 metrów
| Lp. | Państwo           | Zawodnik        | Wynik     |
| --- | ----------------- | --------------- | --------- |
| 1   | Wielka Brytania   | Harold Abrahams | 10,6 s OR |
| 2   | Stany Zjednoczone | Jackson Scholz  | 10,7 s    |
| 3   | Nowa Zelandia     | Arthur Porritt  | 10,8 s    |

### Bieg na 200 metrów
| Lp. | Państwo           | Zawodnik        | Wynik      |
| --- | ----------------- | --------------- | ---------- |
| 1   | Stany Zjednoczone | Jackson Scholz  | 21,6 s =OR |
| 2   | Stany Zjednoczone | Charles Paddock | 21,7 s     |
| 3   | Wielka Brytania   | Eric Liddell    | 21,9 s     |

### Bieg na 400 metrów
| Lp. | Państwo           | Zawodnik      | Wynik     |
| --- | ----------------- | ------------- | --------- |
| 1   | Wielka Brytania   | Eric Liddell  | 47,6 s WR |
| 2   | Stany Zjednoczone | Horatio Fitch | 48,4 s    |
| 3   | Wielka Brytania   | Guy Butler    | 48,6 s    |

### Bieg na 800 metrów
| Lp. | Państwo           | Zawodnik      | Wynik  |
| --- | ----------------- | ------------- | ------ |
| 1   | Wielka Brytania   | Douglas Lowe  | 1:52,4 |
| 2   | Szwajcaria        | Paul Martin   | 1:52,6 |
| 3   | Stany Zjednoczone | Schuyler Enck | 1:53,0 |

### Bieg na 1500 metrów
| Lp. | Państwo         | Zawodnik       | Wynik     |
| --- | --------------- | -------------- | --------- |
| 1   | Finlandia       | Paavo Nurmi    | 3:53,6 OR |
| 2   | Szwajcaria      | Willy Schärer  | 3:55,0    |
| 3   | Wielka Brytania | Henry Stallard | 3:55,6    |

### Bieg na 5000 metrów
| Lp. | Państwo   | Zawodnik     | Wynik      |
| --- | --------- | ------------ | ---------- |
| 1   | Finlandia | Paavo Nurmi  | 14:31,2 OR |
| 2   | Finlandia | Ville Ritola | 14:31,4    |
| 3   | Szwecja   | Edvin Wide   | 15:01,8    |

### Bieg na 10 000 metrów
| Lp. | Państwo   | Zawodnik     | Wynik      |
| --- | --------- | ------------ | ---------- |
| 1   | Finlandia | Ville Ritola | 30:23,2 WR |
| 2   | Szwecja   | Edvin Wide   | 30:55,2    |
| 3   | Finlandia | Eero Berg    | 31:43,0    |

### Maraton
| Lp. | Państwo           | Zawodnik       | Wynik     |
| --- | ----------------- | -------------- | --------- |
| 1   | Finlandia         | Albin Stenroos | 2:41:22,6 |
| 2   | Włochy            | Romeo Bertini  | 2:47:19,6 |
| 3   | Stany Zjednoczone | Clarence DeMar | 2:48:14,0 |

### Bieg na 110 metrów przez płotki
| Lp. | Państwo           | Zawodnik        | Wynik  |
| --- | ----------------- | --------------- | ------ |
| 1   | Stany Zjednoczone | Daniel Kinsey   | 15,0 s |
| 2   | Południowa Afryka | Sidney Atkinson | 15,0 s |
| 3   | Szwecja           | Sten Pettersson | 15,4 s |

### Bieg na 400 metrów przez płotki
| Lp. | Państwo           | Zawodnik      | Wynik     |
| --- | ----------------- | ------------- | --------- |
| 1   | Stany Zjednoczone | Morgan Taylor | 52,6 s    |
| 2   | Finlandia         | Erik Wilén    | 53,8 s OR |
| 3   | Stany Zjednoczone | Ivan Riley    | 54,2      |

Morgan Taylor uzyskał czas lepszy od oficjalnego rekordu świata, jednak w czasie biegu przewrócił 2 płotki co, według ówczesnego regulaminu, uniemożliwiało uznanie rekordu. Drugiemu na mecie Wilénowi przyznano tylko rekord olimpijski, choć jego rezultat był lepszy również od rekordu świata.

### Bieg na 3000 m z przeszkodami
| Lp. | Państwo   | Zawodnik      | Wynik     |
| --- | --------- | ------------- | --------- |
| 1   | Finlandia | Ville Ritola  | 9:33,6 OR |
| 2   | Finlandia | Elias Katz    | 9:44,0    |
| 3   | Francja   | Paul Bontemps | 9:45,2    |

### Sztafeta 4 × 100 m
| Lp. | Państwo           | Zawodnik                                                      | Wynik  |
| --- | ----------------- | ------------------------------------------------------------- | ------ |
| 1   | Stany Zjednoczone | Louis Clarke Frank Hussey Alfred LeConey Loren Murchison      | 41,0 s |
| 2   | Wielka Brytania   | Harold Abrahams Wilfred Nichol Walter Rangeley Lancelot Royle | 41,2 s |
| 3   | Holandia          | Jaap Boot Harry Broos Jan de Vries Rinus van den Berge        | 41,8 s |

### Sztafeta 4 × 400 m
| Lp. | Państwo           | Zawodnik                                                            | Wynik     |
| --- | ----------------- | ------------------------------------------------------------------- | --------- |
| 1   | Stany Zjednoczone | Commodore Cochran William Stevenson Oliver MacDonald Alan Helffrich | 3:16,0 WR |
| 2   | Szwecja           | Artur Svensson Erik Byléhn Gustaf Wejnarth Nils Engdahl             | 3:17,0    |
| 3   | Wielka Brytania   | Edward Toms George Renwick Richard Ripley Guy Butler                | 3:17,4    |

### Bieg drużynowy na 3000 metrów
| Lp. | Państwo           | Zawodnik                                         | Wynik |
| --- | ----------------- | ------------------------------------------------ | ----- |
| 1   | Finlandia         | Paavo Nurmi Ville Ritola Elias Katz              | 8     |
| 2   | Wielka Brytania   | Bertram Macdonald Herbert Johnston George Webber | 14    |
| 3   | Stany Zjednoczone | Edward Kirby William Cox Willard Tibbetts        | 25    |

Rezultaty tego biegu były ustalane na podstawie sumy miejsc 3 najlepszych zawodników poszczególnych drużyn.

### Bieg przełajowy – indywidualnie
| Lp. | Państwo           | Zawodnik     | Wynik   |
| --- | ----------------- | ------------ | ------- |
| 1   | Finlandia         | Paavo Nurmi  | 32:54,8 |
| 2   | Finlandia         | Ville Ritola | 34:19,4 |
| 3   | Stany Zjednoczone | Earl Johnson | 35:21,0 |

### Bieg przełajowy – drużynowo
| Lp. | Państwo           | Zawodnik                                    | Wynik |
| --- | ----------------- | ------------------------------------------- | ----- |
| 1   | Finlandia         | Paavo Nurmi Ville Ritola Heikki Liimatainen | 11    |
| 2   | Stany Zjednoczone | Earl Johnson Arthur Studenroth August Fager | 14    |
| 3   | Francja           | Henri Lauvaux Gaston Heuet Maurice Norland  | 20    |

Rezultaty tej konkurencji były ustalane na podstawie sumy miejsc 3 najlepszych zawodników poszczególnych drużyn w indywidualnym biegu przełajowym. Dystans 10 000 m.

### Chód na 10 km
| Lp. | Państwo           | Zawodnik       | Wynik   |
| --- | ----------------- | -------------- | ------- |
| 1   | Włochy            | Ugo Frigerio   | 47:49,0 |
| 2   | Wielka Brytania   | Gordon Goodwin | 48:37,9 |
| 3   | Południowa Afryka | Cecil McMaster | 49:08,0 |

### Skok w dal
| Lp. | Państwo           | Zawodnik               | Wynik   |
| --- | ----------------- | ---------------------- | ------- |
| 1   | Stany Zjednoczone | William DeHart Hubbard | 7,445 m |
| 2   | Stany Zjednoczone | Edward Gourdin         | 7,275 m |
| 3   | Norwegia          | Sverre Hansen          | 7,26 m  |

### Trójskok
| Lp. | Państwo   | Zawodnik      | Wynik    |
| --- | --------- | ------------- | -------- |
| 1   | Australia | Nick Winter   | 15,525 m |
| 2   | Argentyna | Luis Brunetto | 15,425 m |
| 3   | Finlandia | Vilho Tuulos  | 15,37 m  |

### Skok wzwyż
| Lp. | Państwo           | Zawodnik      | Wynik  |
| --- | ----------------- | ------------- | ------ |
| 1   | Stany Zjednoczone | Harold Osborn | 1,98 m |
| 2   | Stany Zjednoczone | Leroy Brown   | 1,95 m |
| 3   | Francja           | Pierre Lewden | 1,92 m |

### Skok o tyczce
| Lp. | Państwo           | Zawodnik      | Wynik  |
| --- | ----------------- | ------------- | ------ |
| 1   | Stany Zjednoczone | Lee Barnes    | 3,95 m |
| 2   | Stany Zjednoczone | Glenn Graham  | 3,95 m |
| 3   | Stany Zjednoczone | James Brooker | 3,90 m |

### Pchnięcie kulą
| Lp. | Państwo           | Zawodnik        | Wynik    |
| --- | ----------------- | --------------- | -------- |
| 1   | Stany Zjednoczone | Clarence Houser | 14,995 m |
| 2   | Stany Zjednoczone | Glenn Hartranft | 14,895 m |
| 3   | Stany Zjednoczone | Ralph Hills     | 14,64 m  |

### Rzut dyskiem
| Lp. | Państwo           | Zawodnik        | Wynik    |
| --- | ----------------- | --------------- | -------- |
| 1   | Stany Zjednoczone | Clarence Houser | 46,155 m |
| 2   | Finlandia         | Vilho Niittymaa | 44,95 m  |
| 3   | Stany Zjednoczone | Thomas Lieb     | 44,83 m  |

### Rzut młotem
| Lp. | Państwo           | Zawodnik      | Wynik    |
| --- | ----------------- | ------------- | -------- |
| 1   | Stany Zjednoczone | Fred Tootell  | 52,285 m |
| 2   | Stany Zjednoczone | Matt McGrath  | 50,84 m  |
| 3   | Wielka Brytania   | Malcolm Nokes | 48,875 m |

### Rzut oszczepem
| Lp. | Państwo           | Zawodnik         | Wynik   |
| --- | ----------------- | ---------------- | ------- |
| 1   | Finlandia         | Jonni Myyrä      | 62,96 m |
| 2   | Szwecja           | Gunnar Lindström | 60,92 m |
| 3   | Stany Zjednoczone | Eugene Oberst    | 57,98 m |

### Pięciobój lekkoatletyczny
| Lp. | Państwo           | Zawodnik        | Wynik |
| --- | ----------------- | --------------- | ----- |
| 1   | Finlandia         | Eero Lehtonen   | 14    |
| 2   | Węgry             | Elemér Somfay   | 16    |
| 3   | Stany Zjednoczone | Robert LeGendre | 18    |

Rezultaty tej konkurencji były ustalane na podstawie sumy miejsc w poszczególnych bojach.

### Dziesięciobój lekkoatletyczny
| Lp. | Państwo           | Zawodnik            | Wynik        |
| --- | ----------------- | ------------------- | ------------ |
| 1   | Stany Zjednoczone | Harold Osborn       | 7710,775 pkt |
| 2   | Stany Zjednoczone | Emerson Norton      | 7350,895 pkt |
| 3   | Estonia           | Aleksander Klumberg | 7329,360 pkt |

## Kraje uczestniczące
W zawodach wzięło udział 657 lekkoatletów z 40 krajów:
| - Argentyna (10) - Australia (9) - Austria (6) - Belgia (17) - Brazylia (8) - Bułgaria (4) - Chile (3) - Czechosłowacja (17) - Dania (9) - Królestwo Egiptu (1) - Ekwador (3) - Estonia (11) - Filipiny (1) - Finlandia (52) - Francja (70) | - Grecja (12) - Haiti (3) - Hiszpania (13) - Holandia (19) - Indie Brytyjskie (7) - Irlandia (11) - Japonia (8) - Królestwo SHS (5) - Kanada (27) - Luksemburg (3) - Łotwa (10) - Meksyk (11) - Monako (1) | - Norwegia (10) - Nowa Zelandia (1) - Polska (14) - Portugalia (3) - Stany Zjednoczone (96) - Szwajcaria (17) - Szwecja (33) - Turcja (4) - Węgry (16) - Wielka Brytania (65) - Włochy (36) - Południowa Afryka (12) |

## Klasyfikacja medalowa
| Lp. | Państwo           |    |    |    | Razem |
| --- | ----------------- | -- | -- | -- | ----- |
| 1.  | Stany Zjednoczone | 12 | 10 | 10 | 32    |
| 2.  | Finlandia         | 10 | 5  | 2  | 17    |
| 3.  | Wielka Brytania   | 3  | 3  | 5  | 11    |
| 4.  | Włochy            | 1  | 1  | 0  | 2     |
| 5.  | Australia         | 1  | 0  | 0  | 1     |
| 6.  | Szwecja           | 0  | 3  | 2  | 5     |
| 7.  | Szwajcaria        | 0  | 2  | 0  | 2     |
| 8.  | Południowa Afryka | 0  | 1  | 1  | 2     |
| 9.  | Argentyna         | 0  | 1  | 0  | 1     |
| 9.  | Węgry             | 0  | 1  | 0  | 1     |
| 11. | Francja           | 0  | 0  | 3  | 3     |
| 12. | Estonia           | 0  | 0  | 1  | 1     |
| 12. | Holandia          | 0  | 0  | 1  | 1     |
| 12. | Norwegia          | 0  | 0  | 1  | 1     |
| 12. | Nowa Zelandia     | 0  | 0  | 1  | 1     |